# Phorinia denticulata
Phorinia denticulata är en tvåvingeart som beskrevs av Takuji Tachi och Hiroshi Shima 2006. Phorinia denticulata ingår i släktet Phorinia och familjen parasitflugor. Inga underarter finns listade i Catalogue of Life.